# LimeSDR
LimeSDR是一個由Lime Microsystems創建的軟件無線電，於2016年6月21日透過CrowdSupply群眾募資成立。

## 概要
LimeSDR的硬件底板是一個完全開源的產品：無論是其控制軟件或其硬件本身也是完全開源的。
可自行開發必要的軟件，或下載並使用由志願者發佈的軟件。本產品對應於從100 kHz到3.8 GHz的頻帶。 採樣頻率受限於USB 3.0的傳輸速率61.44M/秒。本產品體積非常輕巧，只有一台蘋果iPhone 5s的大小。

## 規格
以下為LimeSDR的技術規格：
- Altera Cyclone V處理器
- 對應頻率範圍：100 kHz至3.8 GHz
- RF：採用了Lime Micro本身的Field Programmable RF LMS7002M[3]
- 沒有AF[3]
- 接口：USB 3.0或PCIe
- 與GNU Radio、Pothos、SoapySDR及UHD等工具鏈兼容。
- 可下載D Snappy Ubuntu Core軟件[4]。
- 有4個 Tx 发射天线接口、6個 Rx 接收天线接口；[1]

## 參看
- GNU Radio
- 通用軟件無線電外設（英语：Universal Software Radio Peripheral）

## 外部連結
- limesdr_org的X（前Twitter）
- YouTube上的LimeSDR GPS with Octave
- YouTube上的LimeSDR all in one lab